# Shimura-variëteit
In de algebraïsche meetkunde, een deelgebied van de wiskunde, is een Shimura-variëteit een hoger-dimensionale analogon van een modulaire kromme, die zich voordoet als een quotiënt van een hermitisch symmetrische ruimte en een congruente deelgroep van een reductieve algebraïsche groep die over Q is gedefinieerd. De term "Shimura-variëteit" is van toepassing in het hoger-dimensionale geval, in het geval van eendimensionale variëteiten spreekt men van Shimura-krommen. Hilbert-modulaire oppervlakken en Siegel-modulaire variëteiten behoren tot de meest bekende klassen van Shimura-variëteiten.
Speciale instanties van Shimura variëteiten werden oorspronkelijk geïntroduceerd door Goro Shimura in zijn veralgemening van de complexe vermenigvuldigingstheorie. In de jaren 1970 creëerde Pierre Deligne een axiomatisch raamwerk voor het werk van Shimura. In 1979 merkte Robert Langlands op dat Shimura variëteiten een natuurlijke omgeving voor voorbeelden vormen waarvoor de equivalentie tussen motivische en automorfe L-functies, gepostuleerd in het Langlands programma, getest kan worden. Automorfe vormen gerealiseerd in de cohomologie van een Shimura variëteit zijn beter te bestuderen dan algemene automorfe vormen; in het bijzonder is er een constructie die Galoisrepresentaties aan hen verbindt.